# Arachnospila
Arachnospila ist eine Gattung der Wegwespen (Pompilidae). In Europa treten 35 Arten auf.

## Merkmale
Bei den Arten der Gattung Arachnospila handelt es sich um mittelgroße bis große Wegwespen. Kopf und Thorax sind fein strukturiert. Der Innenrand der normalerweise großen Facettenaugen ist parallel. Die Stirnplatte (Clypeus) ist kurz und breit und mehr oder weniger konvex. Ihr apikaler Rand ist verkürzt oder mehr oder weniger konkav. Das Labrum ist teilweise oder vollständig von der Stirnplatte verdeckt. Die Mandibeln sind spitz und haben ein oder zwei zusätzliche Zähnchen. Das Metapostnotum ist normalerweise kürzer als das Metanotum. Das fein strukturierte Propodeum ist nach hinten zunehmend gekrümmt. Die Flügel sind mehr oder weniger bräunlich getönt, ihr Apikalrand ist dabei dunkler. Das Flügelmal (Pterostigma) ist klein, es ist weniger hoch, als die Querader 2r-rs lang ist. Die Beine sind bedornt, ein Tarsalkamm ist bei den meisten Arten vorhanden, fehlt aber bei manchen Arten. Die Klauen sind gezähnt. Die der Tarsen der Vorderbeine sind bei den Männchen asymmetrisch. Die inneren sind kürzer, gekrümmt und zweidornig, die äußeren sind länger mit aufgerichtetem Zähnchen. Die Fühler sind bei beiden Geschlechtern verkürzt, der Scapus ist bei den Weibchen seitlich abgeflacht, bei den Männchen ist er zylindrisch. Sowohl Maxillar- als auch Labialpalpen sind kurz. Das Pronotum ist dorsal abgeflacht und länger als das Mesoscutum. Das dreieckige Schildchen (Scutellum) ist klein. Das Metapostnotum ist nur von der Seite sichtbar, dorsal ist es durch das Metanotum verdeckt. Das Propodeum ist verlängert und dorsal abgeflacht. Die Schenkel (Femora) der Vorderbeine sind bei den Weibchen verdickt, die Tarsenglieder sind verkürzt und ohne Tarsalkamm. Die Klauen sind einfach bedornt. Die Dorne der Schienen (Tibien) der mittleren und hinteren Beine sind schwärzlich. Die Flügel sind langgestreckt, bräunlich getönt und haben zwei Submarginalzellen. Der fünfte Tarsomer der Vorderbeine ist in der Regel am Innenrand verlängert.

## Lebensweise
Die Wespen besiedeln vorwiegend offene Lebensräume und Waldränder. Die Weibchen legen ihre vielzelligen Nester in bereits vorhandenen Hohlräumen im Boden an. Die Zellen werden jeweils vor der Jagd angelegt, jede hat ihren eigenen Eingang. Die Larve werden Spinnen der Familien Agelenidae, Amaurobiidae, Anyphaenidae, Clubionidae, Gnaphosidae, Lycosidae, Philodromidae, Pisauridae, Salticidae, Segestriidae und Thomisidae versorgt.

## Arten (Europa)
- Untergattung Acanthopompilus
  - Arachnospila conjungens (Kohl, 1898)
  - Arachnospila alpivaga (Kohl, 1888)
  - Arachnospila nuda (Tournier, 1890)
- Untergattung Ammosphex
  - Arachnospila abnormis (Dahlbom, 1842)
  - Arachnospila  alvarabnormis (Wolf, 1965)
  - Rotschwarze Spinnenwespe (Arachnospila anceps (Wesmael, 1851))
  - Arachnospila apenninus (Wolf, 1964)
  - Arachnospila ausa (Tournier, 1890)
  - Arachnospila colpostoma (Kohl, 1886)
  - Arachnospila consobrina (Dahlbom, 1843)
  - Arachnospila gibbomima (Haupt, 1929)
  - Arachnospila hedickei (Haupt, 1929)
  - Arachnospila nivalabnormis (Wolf, 1965)
  - Arachnospila opinata (Tournier, 1890)
  - Arachnospila rhaetabnormis (Wolf, 1965)
  - Arachnospila silvana (Kohl, 1886)
  - Arachnospila trivialis (Dahlbom, 1843)
  - Arachnospila valesabnormis (Wolf, 1965)
  - Arachnospila virgilabnormis Wolf, 1976
  - Arachnospila wesmaeli (Thomson, 1870)
  - Arachnospila westerlundi (Morawitz, 1893)
- Untergattung Anoplochares
  - Arachnospila asiatica (Morawitz, 1888)
  - Arachnospila canariensis Wolf, 1978
  - Arachnospila fuscomarginata (Thomson, 1870)
  - Arachnospila minutula (Dahlbom, 1842)
  - Arachnospila spissa (Schioedte, 1837)
- Untergattung Arachnospila
  - Arachnospila brevispinis Wahis, 1992
  - Arachnospila fumipennis (Zetterstedt, 1838)
  - Arachnospila ionica Wolf, 1964
  - Arachnospila longifrons Wolf, 1990
  - Arachnospila rufa (Haupt, 1927)
  - Arachnospila sogdianoides (Wolf, 1964)
- Untergattung Melanospila
  - Arachnospila esau (Kohl, 1886)
  - Arachnospila holomelas (Costa, 1882)
  - Arachnospila tyrrhena Wahis, 1982

## Belege